# Санді-Лейк (Пенсільванія)
Санді-Лейк (англ. Sandy Lake) — місто (англ. borough) в США, в окрузі Мерсер штату Пенсільванія. Населення — 649 осіб (2020).

## Географія
Санді-Лейк розташоване за координатами 41°21′1″ пн. ш. 80°5′1″ зх. д. / 41.35028° пн. ш. 80.08361° зх. д. (41.350221, -80.083691).  За даними Бюро перепису населення США в 2010 році місто мало площу 2,16 км², уся площа — суходіл.

## Демографія
Згідно з переписом 2010 року, у селищі мешкало 659 осіб у 274 домогосподарствах у складі 192 родин. Густота населення становила 306 осіб/км².  Було 302 помешкання (140/км²).
Расовий склад населення:
| - 97,6 % — білих - 0,6 % — чорних або афроамериканців - 0,3 % — азіатів - 0,2 % — корінних американців |

До двох чи більше рас належало 1,4 %. Частка іспаномовних становила 0,3 % від усіх жителів.
За віковим діапазоном населення розподілялося таким чином: 24,0 % — особи молодші 18 років, 60,7 % — особи у віці 18—64 років, 15,3 % — особи у віці 65 років та старші. Медіана віку мешканця становила 37,3 року. На 100 осіб жіночої статі у селищі припадало 89,4 чоловіків;  на 100 жінок у віці від 18 років та старших — 91,2 чоловіків також старших 18 років.
Середній дохід на одне домашнє господарство  становив 58 868 доларів США (медіана — 46 875), а середній дохід на одну сім'ю — 70 109 доларів (медіана — 62 000). Медіана доходів становила 50 938 доларів для чоловіків та 33 375 доларів для жінок. За межею бідності перебувало 11,4 % осіб, у тому числі 13,9 % дітей у віці до 18 років та 7,9 % осіб у віці 65 років та старших.
Цивільне працевлаштоване населення становило 295 осіб. Основні галузі зайнятості: освіта, охорона здоров'я та соціальна допомога — 21,4 %, виробництво — 19,7 %, роздрібна торгівля — 13,9 %, мистецтво, розваги та відпочинок — 10,2 %.